# Star Jalsha Movies
Jalsha Movies ou Star Jalsha Movies (em bengali: জলসা মুভিজ) é um canal de televisão por assinatura indiano, o canal pertence à Star India; uma subsidiária da The Walt Disney Company India. Inaugurado em dezembro de 2012, o canal transmiti em língua bengali com uma programação voltada a filmes.
Para o lançamento do canal, a Star India divulgou o sua estreia em 400 painéis na cidade de Calcutá, pois havia dois canais de cinema em língua bengali, o Sony Aath e Zee Bangla Cinema. Mahendra Soni, da Shree Venkatesh Films, disse que o lançamento do canal foi bom para a indústria do entretenimento da Bengala Ocidental. O primeiro filme a ser transmitido no canal foi Awara (2012).